# Спеціальні дослідження газових та газоконденсатних свердловин
Спеціальні дослідження газових та газоконденсатних свердловин
Для уточнення і коригування у процесі розробки газових і газоконденсатних родовищ, крім осереднених характеристик пластів, отриманих при гідродинамічних дослідженнях, необхідно мати інформацію про параметри окремих пропластків, просування газоводяного контакту, технічний стан експлуатаційної колони. Очевидно, що параметри і показники, які підлягають контролю, значною мірою залежать від стадії освоєння родовища. Розв'язують ці завдання у промисловій практиці спільним використанням методів промислової геофізики та гідродинамічних досліджень свердловин. До спеціальних методів досліджень, які найчастіше використовуються у промисловій практиці, відносяться радіометричні, термодинамічні, акустичні та інші методи.
Радіоактивні методи дослідження використовуються для уточнення літологічних характеристик пласта, виділення й оцінки колекторів, контролю за просуванням газоводяного або газонафтового контакту, технічного стану експлуатаційних свердловин.
Як основні радіометричні методи у промисловій практиці використовуються: гама-метод (ГM); нейтронні методи (НМ), які включають нейтронний гамма-метод (НГМ), нейтронний метод по теплових нейтронах (НМТ), нейтронний метод по надтеплових нейтронах (НM-НТ); імпульсний нейтрон-нейтронний метод (ІННМ); метод наведеної активності (НА); гамма-гамма-метод (ГГМ); метод радіоактивних ізотопів.
Для коригування розрізів, вивчення літології, дослідження в обсадженій свердловині, оцінки глинистості пластів використовують ГМ.
Для виявлення та оцінки характеру насичення, пористості, газонасичення використовуються нейтронні методи (НГM, НMT, НM-НТ).
Для визначення положення ГВK і ГНК використовують ІННМ, НА.
Контроль над якістю розподілу цементу в затрубному просторі здійснюють за допомогою ГГМ.
Використання ІННМ або НГМ є найбільш ефективним для отримання достовірної геофізичної інформації в складних геологічних умовах.
Термометричні дослідження у спостережних, геофізичних та п'єзометричних свердловинах дозволяють вивчати природний розподіл температури, величина якої обумовлена потоком тепла із надр Землі.
Термометричні дослідження газових свердловин проводяться як під час розвідки, так і під час експлуатації родовища. Під час розвідки ці дослідження проводяться для визначення температурного градієнта і висоти підйому цементного розчину після завершення цементувальних робіт обсадної колони. Під час експлуатації родовища ці дослідження проводяться для встановлення робочих інтервалів у діючій свердловині (можливість визначення працюючих інтервалів, перекритих НКТ). Залежно від поставлених завдань, ці дослідження можна здійснити як при стаціонарних, так і при нестаціонарних теплових режимах у свердловині, заповненій промивальною рідиною або водою, а також у газовому середовищі під тиском.
Серед інших методів моніторингу роботи свердловини використовуються вологометрія, густинометрія, барометрія тощо.